# Тарокела
Тарокела (порт. Tarouquela) — район (фрегезия) в Португалии,  входит в округ Визеу. Является составной частью муниципалитета  Синфайнш. По старому административному делению[какому?] входил в провинцию Дору-Литорал. Входит в экономико-статистический субрегион Тамега, который входит в Северный регион. Население составляет 1339 человек на 2001 год. Занимает площадь 6,55 км².